# Darrow Hooper
Darrow Hooper (Clarence Darrow Hooper; * 30. Januar 1932 in Fort Worth; † 19. August 2018) war ein US-amerikanischer Kugelstoßer.
Hooper besuchte die Texas A&M University in College Station und wurde 1951 NCAA-Meister im Kugelstoßen.
1952 siegte er mit seiner persönlichen Bestleistung von 17,41 m beim US-Ausscheidungskampf für die Olympischen Spiele in Helsinki, bei denen er die Silbermedaille gewann. Mit seiner Weite von 17,39 m lag er nur um zwei Zentimeter hinter seinem Landsmann Parry O’Brien. Jim Fuchs (17,06 m) komplettierte den US-amerikanischen Dreifachtriumph.